# بئاتا مای-دونبال
بئاتا مای-دونبال (لهستانی: Beata Maj-Dąbal؛ زادهٔ ۲۶ دسامبر ۱۹۵۸) بازیگر اهل لهستان است. وی دانش‌آموختهٔ مدرسه ملی فیلم ووچ است.
از فیلم‌ها یا مجموعه‌های تلویزیونی که وی در آن‌ها نقش داشته است، می‌توان به طایفه و سکسمیشن اشاره نمود.